# 12267 Denneau
12267 Denneau è un asteroide della fascia principale. Scoperto nel 1990, presenta un'orbita caratterizzata da un semiasse maggiore pari a 1,9282237 UA e da un'eccentricità di 0,0706088, inclinata di 19,15168° rispetto all'eclittica.